# 嵐 (ライター)
嵐（あらし、1979年11月10日 - ）は、日本のパチスロライター。茨城県出身。

## 略歴
「パチスロ必勝本」にて、パチスロライターとして活動している。

## 出演

### ネット配信
レギュラー番組
- 銭バカ（2021年6月3日 - 、Youtube「パチンコ・パチスロ必勝本WEB-TV」）[1]
- 嵐と道井のてっぺん道（2021年8月14日 - 、Youtube「777パチガブチャンネル」）[2]
- 嵐の新台考察TV（2022年7月10日 - 、Youtube「パチンコ・パチスロ必勝本WEB-TV」）
- 明日に向かって打てF （2023年1月31日 - 、Youtube「DMMぱちタウンch」）[3]
- 嵐・梅屋の俺たちノープラン（2023年4月13日 - 、Youtube「ぴーすとらいく」）[4]
- パチスロ 奥の細道（2024年5月1日 - 、Youtube「ユニバチャンネル」）[5]
- 嵐さんと（2025年3月2日 - 、Youtube「パチくり放送局」）[6]

準レギュラー番組
- ニコナニ動画（2012年3月-2013年9月、パチンコ・パチスロ必勝本WEB-TV）
- みんなのパチンコフェス2023（2023年11月4日、日本遊技機工業組合／KIBUN PACHI-PACHI委員会）[7]

### テレビ
レギュラー番組
- 嵐と松本（パチ・スロ サイトセブンTV）
- 嵐・梅屋のスロッターズ☆ジャーニー（パチンコ★パチスロTV!）